# Luangwa (género)
Luangwa es un género extinto de sinápsidos cinodontos traversodóntidos. La primera especie descrita, Luangwa drysdalli, fue descubierta en 1963 en el valle del río Luangwa en Zambia, África. Luangwa vivió durante el periodo Triásico, hace 240 millones de años.
En julio de 2008 un cráneo de Luangwa sudamericana se encontró en el pueblo brasileño de Dona Francisca (Rio Grande do Sul), el cual hace parte del geoparque Paleorrota. El descubrimiento fue realizado por un equipo de la Universidad Luterana de Brasil.